# Yania Aguirre Crespo
Yania Aguirre Crespo (19 de junio de 1989) es una deportista cubana que compitió en taekwondo. Ganó una medalla de bronce en el Campeonato Mundial de Taekwondo de 2013, y una medalla de oro en los Juegos Panamericanos de 2015.

## Palmarés internacional
| Campeonato Mundial   | Campeonato Mundial | Campeonato Mundial | Campeonato Mundial |
| Año                  | Lugar              | Medalla            | Categoría          |
| -------------------- | ------------------ | ------------------ | ------------------ |
| 2013                 | Puebla (México)    | Medalla de bronce  | –49 kg             |
| Juegos Panamericanos |                    |                    |                    |
| Año                  | Lugar              | Medalla            | Categoría          |
| 2015                 | Toronto (Canadá)   | Medalla de oro     | –49 kg             |